# Piotr Sikora (muzyk ludowy)
Piotr Sikora (ur. 1934 r. w Janowie k/ Przysuchy) – skrzypek ludowy, bębnista, twórca instrumentów muzycznych. Laureat Nagrody Kolberga (2022).

## Życiorys
W dzieciństwie grał na bębenku obręczowym. Na skrzypcach zaczął grać, gdy miał 12 lat. Uczył się przez naśladownictwo muzykantów, m.in. Lucjana Kwietnia i Józefa Lewandowskiego. W młodości grywał na weselach i wiejskich zabawach. Występował z różnymi muzykami, spośród których wymienia Andrzeja Fiurkiewicza, Jacka Bursę, Józefa Morawskiego i braci Wiórkiewiczów, Józefa Lewandowskiego z Brogowej.
Równocześnie z grą na instrumentach zajął się ich wytwarzaniem. Pierwsze swoje dziecięce skrzypce zrobił z deski i drutu. Drugie skrzypce kupiła mu matka od muzykanta Mariana Balcerka z Janowa.
W dorosłym życiu Piotr Sikora pracował we własnym gospodarstwie, był także piekarzem, robotnikiem leśnym, formierzem w odlewni w Przysusze oraz stolarzem.
Jako budowniczy instrumentów i muzyk jest samoukiem. Samodzielnie opanował technikę budowy instrumentów, opracowywał własne sposoby obróbki materiałów i pomysły na wykonanie i łączenie elementów. Własnoręcznie wykonuje modele i formy do instrumentów, które wykorzystuje później do ich budowy.
Ma w swoim dorobku twórcy instrumentów mandolinę, skrzypce, basy, bębenki obręczowe, barabany, a także futerały do skrzypiec w dawnym stylu.
W 2012 roku jako mistrz wraz z uczniem Michałem Maziarzem realizował projekt „Budowa basów radomskich” Szkoły Mistrzów Budowy Ludowych Instrumentów Muzycznych organizowanego przez Instytut Muzyki i Tańca. Bierze udział w spotkaniach, warsztatach i pokazach budowy instrumentów.
Piotr Sikora wielokrotnie uczestniczył w Targowisku Instrumentów w Warszawie podczas festiwalu Wszystkie Mazurki Świata. Za budowę bębenka obręczowego otrzymał nagrodę w Konkursie na Budowę Ludowych Instrumentów Muzycznych w Szydłowcu. Dwa egzemplarze instrumentów z pracowni Piotra Sikory znajdują się w zbiorach Muzeum Ludowych Instrumentów w Szydłowcu (bębenek, baraban). Jako mistrz prowadził w 2017 roku w muzeum w Szydłowcu warsztaty „Skrzypce dłubane i klejone” wraz z mistrzem Zbigniewem Butrynem z Janowa Lubelskiego dla grupy uczniów klasy stolarskiej Zespołu Szkół im. Korpusu Ochrony Pogranicza i Centrum Kształcenia Zawodowego i Ustawicznego.
Jako muzyk występował wraz ze skrzypkiem Stanisławem Lewandowskim z Brogowej podczas Festiwalu Kapel i Śpiewaków Ludowych w Kazimierzu nad Wisłą oraz w Konkursie Kapel i Śpiewaków Ludowych Regionów Nadwiślańskich „Powiślaki” w Maciejowicach. W 2015 roku w konkursie „Powiślaki” w kapeli z Katarzyną Zedel i Joanną Sternik zdobył III miejsce w kategorii kapel ludowych.